# Confinement (biologie)
Cet article concerne le confinement dans les laboratoires biologiques. Pour le confinement des populations, voir Confinement (mesure sanitaire). Pour les articles homonymes, voir confinement.
En biosécurité, le confinement (ou bioconfinement) est un ensemble de mesures visant à éviter la dispersion dans l'environnement de germes infectieux, de « pestes » écologiques (insectes vecteurs ou ravageurs, plantes envahissantes) ou de matériel génétique sur lequel on effectue des recherches. 
Le bioconfinement fait référence à la biosécurité dans des installations de confinement qui peuvent avoir des buts commerciaux ou industriels, tels l'élevage d'insectes destinés à tester les nouveaux insecticides, ou des buts de recherche, tels les laboratoires de microbiologie où le confinement physique (BSL 3, BSL 4) des organismes hautement pathogènes est réalisé par des contrôles techniques intégrés. Ces installations sont munies de sas.
Dans un laboratoire de microbiologie, le confinement vise à isoler des organismes pathogènes (parasites, bactéries, virus ou prions) dans une zone spécifique de sorte que le personnel soit protégé d'un risque biologique ou chimique, y compris véhiculé par l'air. 
Suivant les degré de mesures de précaution prises dans les salles d'activité, des niveaux de confinement peuvent être définis. En France un arrêté ministériel précise ces situations.